# (2644) Victor Jara
(2644) Victor Jara (1973 SO2) – planetoida z pasa głównego asteroid okrążająca Słońce w ciągu 3,2 lat w średniej odległości 2,17 j.a. Została odkryta 22 września 1973 roku przez Nikołaja Czernycha.
Nazwa planetoidy została nadana dla upamiętnienia chilijskiego śpiewaka folkowego i politycznego działacza Víctora Jara zamordowanego na stadionie Estadio Chile (obecna nazwa stadionu to Estadio Victor Jara) po przeprowadzeniu puczu 11 września 1973 roku.